# Enrico Lunghi
Enrico Lunghi (Luxemburg-Stad, 1962) is een Luxemburgs kunsthistoricus en auteur.

## Leven en werk
Lunghi studeerde kunstgeschiedenis en geschiedenis aan de Universiteit van Straatsburg. Na zijn studie was hij wetenschappelijk assistent bij het Musée national d'histoire et d'art (1991-1995) in Luxemburg-Stad. Van 1996 tot 2008 was hij artistiek directeur van het Casino Luxembourg en als (co-)conservator verantwoordelijk voor diverse tentoonstellingen. Van 2009 tot 2016 was hij directeur van het Musée d'Art Moderne Grand-Duc Jean (MUDAM). Daarnaast werd hij penningmeester van de Association internationale des critiques d'art en voorzitter van de International association of curators of contemporary art (2005-2011). Hij was commissaris van de Luxemburgse vertegenwoordiging op de Biënnale van Venetië, met de kunstenaars Bert Theis en Potemkin Lock (1995),  Simone Decker, Chewing and Folding Projects (1999) en Jill Mercedes, Endless Lust (2007). Lunghi publiceert onder meer in Kulturissimo, de culturele bijlage van het Tageblatt en schreef een aantal aan kunst gerelateerde romans.
Tijdens een tv-interview met Sophie Schram, op RTL Luxemburg in 2016, duwde Lunghi haar microfoon weg. Premier en minister van Cultuur en Media Xavier Bettel kondigde een dag later een disciplinaire procedure tegen Lunghi aan. Lunghi bood zijn excuses aan en kreeg het vertrouwen van het bestuur van MUDAM. Bettel drong desondanks aan op een procedure, maar het bleef bij een waarschuwing. Lunghi diende ondertussen zijn ontslag in als directeur van MUDAM, dat leidde tot commotie waarna de premier zich moest verantwoorden in de Kamer en de directeur van RTL Luxemburg opstapte. De omroep richtte een ethische commissie op om soortgelijke situaties in de toekomst te voorkomen. Catherine Gaeng, historicus en echtgenote van Enrico Lunghi schreef een boek over de zaak: Lynchage médiatique et abus de pouvoir: chronique de l'affaire Lunghi-RTL-Bettel.
Lunghi ging na het MUDAM aan het werk bij de Service de la recherche et de l'innovation pédagogiques et technologiques (SCRIPT) van het Ministerie van Onderwijs en bij de Universiteit Luxemburg.

## Enkele publicaties
- La collectionneuse d'anges. Editions Binsfeld, 2017.
- Les dessous de la Vierge à L'enfant, Roman noir polychrome, samen met Serge Basso de March. Éditions Phi, 2013.
- 2129 Chasse à l'homme de l'art. Les Éditions de l'Officine, 2011.
- Nous sommes heureux - Fable artistique en quatre saisons. Les Éditions de l'Officine, 2009.
- Morts au musée - Histoire d'art et de sang. Les Éditions de l'Officine, 2008.
- Le crépscule d'un rêve américain - Le long de la Route 66. Les Éditions de l'Officine, 2007.

- Bibliothèque nationale de France: cb15544015j (data)
- Gemeinsame Normdatei: 188477810
- International Standard Name Identifier: 0000 0000 0201 6795
- Library of Congress Control Number: nr98031970
- Musée national d'archéologie, d'histoire et d'art: lkl002877
- Système universitaire de documentation: 091535166
- Virtual International Authority File: 30435167
- WorldCat: E39PBJfRFV66fFTg8hXtDC6Myd